# سان-جرمان-ليه-بارواس
سان-جرمان-ليه-بارواس (بالفرنسية: Saint-Germain-les-Paroisses)‏ هي بلدية فرنسية تقع في إقليم الآن. رمز إنسي لها هو:1358. أما الرمز البريدي لها فهو: 1300.